# ماساشي أوتاني
ماساشي أوتاني (باليابانية: 大谷 昌司) (مواليد 17 أبريل 1983)، هو لاعب كرة قدم ياباني سابق كان يلعب كلاعب وسط.

## وصلات خارجية
- ماساشي أوتاني على موقع رابطة كرة القدم اليابانية للمحترفين (اليابانية)
- ماساشي أوتاني على موقع عالم كرة القدم.نت (الإنجليزية)